# Phyllomelia
Phyllomelia là một chi thực vật có hoa trong họ Thiến thảo (Rubiaceae).

## Loài
Chi Phyllomelia gồm các loài: